# 帕坎加區
帕坎加區（西班牙語：Distrito de Pacanga），是秘魯的一個區，位於該國西北部拉利伯塔德大區的切彭省，始建於1940年12月5日，面積583.93平方公里，海拔高度82米，2005年人口16,477，人口密度每平方公里28人。